# Finnország az 1980. évi nyári olimpiai játékokon
Finnország a szovjetunióbeli Moszkvában megrendezett 1980. évi nyári olimpiai játékok egyik részt vevő nemzete volt. Az országot az olimpián 16 sportágban 105 sportoló képviselte, akik összesen 8 érmet szereztek.

## Érmesek
| Érem  | Versenyző                     | Sportág    | Versenyszám        |
| ----- | ----------------------------- | ---------- | ------------------ |
| Arany | Pertti Karppinen              | Evezés     | Férfi egypárevezős |
| Arany | Tomi Poikolainen              | Íjászat    | Férfi egyéni       |
| Arany | Esko Rechardt                 | Vitorlázás | Finn dingi         |
| Ezüst | Kaarlo Maaninka               | Atlétika   | Férfi 10 000 m     |
| Bronz | Kaarlo Maaninka               | Atlétika   | Férfi 5000 m       |
| Bronz | Mikko Huhtala                 | Birkózás   | Kötöttfogás, 74 kg |
| Bronz | Päivi Meriluoto-Aaltonen      | Íjászat    | Női egyéni         |
| Bronz | Georg Tallberg Jouko Lindgren | Vitorlázás | 470-es osztály     |

## Atlétika
Férfi
| Versenyző         | Versenyszám     | Előfutam | Előfutam | Előfutam | Elődöntő | Elődöntő | Elődöntő | Döntő         | Döntő         |
| Versenyző         | Versenyszám     | Idő      | Hely.    | Össz.    | Idő      | Hely.    | Össz.    | Idő           | Helyezés      |
| ----------------- | --------------- | -------- | -------- | -------- | -------- | -------- | -------- | ------------- | ------------- |
| Antti Loikkanen   | 1500 m          | 3:40,49  | 3.       | 8.       | 3:43,98  | 6.       | 14.      | kiesett       | kiesett       |
| Kaarlo Maaninka   | 10 000 m        | 28:30,96 | 2.       | 2.       |          |          |          | 27:44,28      |               |
| Kaarlo Maaninka   | 5000 m          | 13:45,78 | 6.       | 20.      | 13:40,16 | 3.       | 12.      | 13:22,0       |               |
| Martti Vainio     | 5000 m          | 13:45,20 | 8.       | 14.      | 13:30,38 | 6.       | 6.       | 13:32,1       | 11.           |
| Martti Vainio     | 10 000 m        | 28:59,81 | 4.       | 11.      |          |          |          | 28:46,22      | 13.           |
| Lasse Virén       | 10 000 m        | 28:45,72 | 4.       | 5.       |          |          |          | 27:50,46      | 5.            |
| Lasse Virén       | Maraton         |          |          |          |          |          |          | nem ért célba | nem ért célba |
| Håkan Spik        | Maraton         |          |          |          |          |          |          | 2:22:24       | 32.           |
| Jouni Kortelainen | Maraton         |          |          |          |          |          |          | nem ért célba | nem ért célba |
| Arto Bryggare     | 110 m gát       | 13,77    | 2.       | 6.       | 13,78    | 3.       | 6.*      | 13,76         | 6.            |
| Tommy Ekblom      | 3000 m akadály  | 8:27,80  | 6.       | 6.       | 8:24,29  | 4.       | 8.       | 8:40,86       | 12.           |
| Vesa Laukkanen    | 3000 m akadály  | 8:38,33  | 6.       | 18.      | 8:33,30  | 10.      | 17.      | kiesett       | kiesett       |
| Reima Salonen     | 20 km gyaloglás |          |          |          |          |          |          | 1:31:32,0     | 9.            |
| Reima Salonen     | 50 km gyaloglás |          |          |          |          |          |          | nem ért célba | nem ért célba |

| Versenyző         | Versenyszám   | Selejtező                | Selejtező                | Döntő    | Döntő    |
| Versenyző         | Versenyszám   | Eredmény                 | Helyezés                 | Eredmény | Helyezés |
| ----------------- | ------------- | ------------------------ | ------------------------ | -------- | -------- |
| Tapani Haapakoski | Rúdugrás      | 540 cm                   | 7.                       | 545 cm   | 9.       |
| Rauli Pudas       | Rúdugrás      | 535 cm                   | 8.*                      | 525 cm   | 12.      |
| Antti Kalliomäki  | Rúdugrás      | érvényes kísérlet nélkül | érvényes kísérlet nélkül | kiesett  | kiesett  |
| Olli Pousi        | Hármasugrás   | érvényes ugrás nélkül    | érvényes ugrás nélkül    | kiesett  | kiesett  |
| Reijo Ståhlberg   | Súlylökés     | 20,53 m                  | 4.                       | 20,82 m  | 4.       |
| Markku Tuokko     | Diszkoszvetés | 62,14 m                  | 9.                       | 61,84 m  | 9.       |
| Harri Huhtala     | Kalapácsvetés | 72,46 m                  | 6.                       | 71,96 m  | 9.       |
| Juha Tiainen      | Kalapácsvetés | 70,82 m                  | 10.                      | 71,38 m  | 10.      |
| Antero Puranen    | Gerelyhajítás | 84,02 m                  | 5.                       | 85,12 m  | 5.       |
| Pentti Sinersaari | Gerelyhajítás | 80,30 m                  | 10.                      | 84,34 m  | 6.       |
| Aimo Aho          | Gerelyhajítás | 82,12 m                  | 9.                       | 80,58 m  | 9.       |

| Versenyző      | Versenyszám | 100 m | 100 m | Távolugrás | Távolugrás | Súlylökés | Súlylökés | Magasugrás | Magasugrás | 400 m | 400 m | 110 m gát | 110 m gát | Diszkoszvetés | Diszkoszvetés | Rúdugrás | Rúdugrás | Gerelyhajítás | Gerelyhajítás | 1500 m | 1500 m | Végeredmény | Végeredmény |
| Versenyző      | Versenyszám | Idő   | Pont  | Eredmény   | Pont       | Eredmény  | Pont      | Eredmény   | Pont       | Idő   | Pont  | Idő       | Pont      | Eredmény      | Pont          | Eredmény | Pont     | Eredmény      | Pont          | Idő    | Pont   | Pont        | Helyezés    |
| -------------- | ----------- | ----- | ----- | ---------- | ---------- | --------- | --------- | ---------- | ---------- | ----- | ----- | --------- | --------- | ------------- | ------------- | -------- | -------- | ------------- | ------------- | ------ | ------ | ----------- | ----------- |
| Esa Jokinen    | Tízpróba    | 11,40 | 710   | 727 cm     | 875        | 14,12 m   | 736       | 206 cm     | 909        | 49,06 | 848   | 15,62     | 785       | 40,48 m       | 695           | 420 cm   | 859      | 67,38 m       | 849           | 4:34,4 | 560    | 7826        | 9.          |
| Johannes Lahti | Tízpróba    | 11,32 | 728   | 720 cm     | 861        | 14,28 m   | 745       | 203 cm     | 882        | 50,06 | 802   | 15,14     | 834       | 42,44 m       | 733           | 460 cm   | 957      | 56,94 m       | 723           | 4:44,0 | 500    | 7765        | 11.         |

Női
| Versenyző                  | Versenyszám | Előfutam | Előfutam | Előfutam | Negyeddöntő | Negyeddöntő | Negyeddöntő | Elődöntő | Elődöntő | Elődöntő | Döntő   | Döntő    |
| Versenyző                  | Versenyszám | Idő      | Hely.    | Össz.    | Idő         | Hely.       | Össz.       | Idő      | Hely.    | Össz.    | Idő     | Helyezés |
| -------------------------- | ----------- | -------- | -------- | -------- | ----------- | ----------- | ----------- | -------- | -------- | -------- | ------- | -------- |
| Helinä Laihorinne-Marjamaa | 100 m       | 11,70    | 5.       | 20.      | kiesett     | kiesett     | kiesett     | kiesett  | kiesett  | kiesett  | kiesett | kiesett  |
| Pirjo Wilmi-Häggman        | 400 m       | 52,56    | 2.       | 15.      |             |             |             | 51,02    | 3.       | 6.       | 51,35   | 7.       |

| Versenyző     | Versenyszám   | Selejtező        | Selejtező        | Döntő    | Döntő    |
| Versenyző     | Versenyszám   | Eredmény         | Helyezés         | Eredmény | Helyezés |
| ------------- | ------------- | ---------------- | ---------------- | -------- | -------- |
| Ulla Lundholm | Diszkoszvetés | nem állt rajthoz | nem állt rajthoz | kiesett  | kiesett  |
| Tiina Lillak  | Gerelyhajítás | 56,26 m          | 14.              | kiesett  | kiesett  |

* - egy másik versenyzővel azonos eredményt ért el

## Birkózás
Kötöttfogású
| Versenyző        | Versenyszám | 1. forduló                         | 2. forduló                          | 3. forduló                        | 4. forduló                | 5. forduló                      | Döntő                                                                                        | Helyezés    |
| Versenyző        | Versenyszám | Ellenfél Eredmény                  | Ellenfél Eredmény                   | Ellenfél Eredmény                 | Ellenfél Eredmény         | Ellenfél Eredmény               | Ellenfél Eredmény                                                                            | Helyezés    |
| ---------------- | ----------- | ---------------------------------- | ----------------------------------- | --------------------------------- | ------------------------- | ------------------------------- | -------------------------------------------------------------------------------------------- | ----------- |
| Reijo Haaparanta | 48 kg       | Vincenzo Maenza (ITA) · 10–9       | Kent Andersson (SWE) · kétvállas    | Pavel Hrisztov (BUL) · 0–27       | Seres Ferenc (HUN) · 2–17 | kiesett                         | kiesett                                                                                      | 5.          |
| Taisto Halonen   | 52 kg       | Vahtang Blagidze (URS) · kétvállas | Mladen Mladenov (BUL) · 3–4         | kiesett                           | kiesett                   | kiesett                         | kiesett                                                                                      | 7.          |
| Pertti Ukkola    | 57 kg       | Leonel Pérez (CUB) · kizárták      | Mihai Boţilă (ROU) · 4–6            | kiesett                           | kiesett                   | kiesett                         | kiesett                                                                                      | helyezetlen |
| Tapio Sipilä     | 68 kg       | Szuren Nalbandjan (URS) · kizárták | Ştefan Rusu (ROU) · kétvállas       | kiesett                           | kiesett                   | kiesett                         | kiesett                                                                                      | helyezetlen |
| Mikko Huhtala    | 74 kg       | Idalberto Barban (CUB) · kétvállas | Ahmed Lutfi Shihad (IRQ) · kizárták | Wiesław Dziadura (POL) · 7–3      | erőnyerő                  | Kocsis Ferenc (HUN) · kétvállas | Hozott eredmény · Kocsis Ferenc (HUN) · kétvállas · 1. mérkőzés · Anatolij Bikov (URS) · 4–7 |             |
| Jarmo Övermark   | 82 kg       | Leif Andersson (SWE) · 5–8         | Jan Dołgowicz (POL) · kétvállas     | kiesett                           | kiesett                   |                                 | kiesett                                                                                      | helyezetlen |
| Keijo Manni      | 90 kg       | Növényi Norbert (HUN) · kétvállas  | Christophe Andanson (FRA) · 15–9    | Thomas Horschel (GDR) · kétvállas | kiesett                   | kiesett                         | kiesett                                                                                      | helyezetlen |

Szabadfogású
| Versenyző     | Versenyszám | 1. forduló              | 2. forduló                    | 3. forduló                   | 4. forduló                    | 5. forduló        | Döntő             | Helyezés |
| Versenyző     | Versenyszám | Ellenfél Eredmény       | Ellenfél Eredmény             | Ellenfél Eredmény            | Ellenfél Eredmény             | Ellenfél Eredmény | Ellenfél Eredmény | Helyezés |
| ------------- | ----------- | ----------------------- | ----------------------------- | ---------------------------- | ----------------------------- | ----------------- | ----------------- | -------- |
| Pekka Rauhala | 68 kg       | José Ramos (CUB) · 5–13 | Zsigmond Kelevitz (AUS) · 9–2 | Zevegiin Oidov (MGL) · 13–12 | Šaban Sejdi (YUG) · kétvállas | kiesett           | kiesett           | 8.       |

## Cselgáncs
| Versenyző       | Versenyszám | Csoport | 32-es főtábla            | Nyolcaddöntő                 | Negyeddöntő       | Elődöntő          | Vigaszág negyeddöntő           | Vigaszág elődöntő        | Bronz- mérkőzés   | Döntő             | Helyezés |
| Versenyző       | Versenyszám | Csoport | Ellenfél Eredmény        | Ellenfél Eredmény            | Ellenfél Eredmény | Ellenfél Eredmény | Ellenfél Eredmény              | Ellenfél Eredmény        | Ellenfél Eredmény | Ellenfél Eredmény | Helyezés |
| --------------- | ----------- | ------- | ------------------------ | ---------------------------- | ----------------- | ----------------- | ------------------------------ | ------------------------ | ----------------- | ----------------- | -------- |
| Reino Fagerlund | Légsúly     | B       | Thierry Rey (FRA) · V    |                              |                   |                   | João Paulo Mendonça (POR) · GY | Pavel Petřikov (TCH) · V | kiesett           |                   | 7.       |
| Seppo Myllylä   | Könnyűsúly  | A       | Cornel Roman (ROU) · GY  | Karl-Heinz Lehmann (GDR) · V | kiesett           | kiesett           |                                |                          |                   |                   | 12.      |
| Jaakko Saari    | Nehézsúly   | A       | Mihai Cioc (ROU) · V     | kiesett                      | kiesett           | kiesett           |                                |                          |                   |                   | 16.      |
| Jaakko Saari    | Nyílt       | A       | Wálter Carmona (BRA) · V | kiesett                      | kiesett           | kiesett           |                                |                          |                   |                   | 15.      |

## Evezés
Férfi
| Versenyző        | Versenyszám  | Előfutam | Előfutam | Vigaszág | Vigaszág | Elődöntő | Elődöntő | Döntő | Döntő   | Döntő | Helyezés |
| Versenyző        | Versenyszám  | Idő      | Hely.    | Idő      | Hely.    | Idő      | Hely.    | Típus | Idő     | Hely. | Helyezés |
| ---------------- | ------------ | -------- | -------- | -------- | -------- | -------- | -------- | ----- | ------- | ----- | -------- |
| Pertti Karppinen | Egypárevezős | 7:43,80  | 1.       | erőnyerő | erőnyerő | 7:15,90  | 1.       | A     | 7:09,61 | 1.    |          |

## Íjászat
| Versenyző                | Versenyszám  | 1. forduló | 1. forduló | 2. forduló | 2. forduló | Összesítés | Összesítés |
| Versenyző                | Versenyszám  | Pont       | Hely.      | Pont       | Hely.      | Pont       | Helyezés   |
| ------------------------ | ------------ | ---------- | ---------- | ---------- | ---------- | ---------- | ---------- |
| Tomi Poikolainen         | Férfi egyéni | 1220       | 5.         | 1235       | 2.         | 2455       |            |
| Kyösti Laasonen          | Férfi egyéni | 1212       | 10.        | 1207       | 11.        | 2419       | 7.         |
| Päivi Meriluoto-Aaltonen | Női egyéni   | 1217       | 3.         | 1232       | 2.         | 2449       |            |
| Carita Jussila           | Női egyéni   | 1140       | 14.        | 1158       | 15.        | 2298       | 14.        |

## Kajak-kenu
Férfi
| Versenyző                 | Versenyszám        | Előfutam | Előfutam | Előfutam | Vigaszág | Vigaszág | Vigaszág | Elődöntő | Elődöntő | Elődöntő | Döntő   | Döntő    |
| Versenyző                 | Versenyszám        | Idő      | Hely.    | Össz.    | Idő      | Hely.    | Össz.    | Idő      | Hely.    | Össz.    | Idő     | Helyezés |
| ------------------------- | ------------------ | -------- | -------- | -------- | -------- | -------- | -------- | -------- | -------- | -------- | ------- | -------- |
| Hannu Kojo                | Kajak egyes 1000 m | 4:10,66  | 7.       | 19.      | 3:58,98  | 5.       | 10.      | kiesett  | kiesett  | kiesett  | kiesett | kiesett  |
| Timo Grönlund             | Kenu egyes 500 m   | 1:56,49  | 4.       | 8.       | 1:57,92  | 2.       | 2.       |          |          |          | 1:55,94 | 6.       |
| Timo Grönlund             | Kenu egyes 1000 m  | 4:11,11  | 5.       | 9.       | 4:19,82  | 1.       | 1.       |          |          |          | 4:17,37 | 6.       |
| Jarmo Hakala Jyrki Hakala | Kenu kettes 500 m  | 1:49,81  | 5.       | 9.       | 1:49,40  | 4.       | 4.       |          |          |          | kiesett | kiesett  |
| Jarmo Hakala Jyrki Hakala | Kenu kettes 1000 m | 3:47,37  | 5.       | 8.       | 4:03,89  | 4.       | 4.       |          |          |          | kiesett | kiesett  |

## Kerékpározás

### Országúti kerékpározás
Férfi
| Versenyző                                                   | Versenyszám     | Idő               | Helyezés      |
| ----------------------------------------------------------- | --------------- | ----------------- | ------------- |
| Harry Hannus                                                | Mezőnyverseny   | 4:57:18 (+8:49)   | 12.           |
| Kari Puisto                                                 | Mezőnyverseny   | 4:57:39 (+9:10)   | 24.           |
| Mauno Uusivirta                                             | Mezőnyverseny   | 5:05:48 (+17:19)  | 38.           |
| Sixten Wackström                                            | Mezőnyverseny   | nem ért célba     | nem ért célba |
| Harry Hannus Kari Puisto Patrick Wackström Sixten Wackström | Csapat időfutam | 2:05:58,2 (+4:37) | 7.            |

### Pálya-kerékpározás
Sprintverseny
| Versenyző   | Versenyszám  | 1. forduló                             | 1. forduló | Vigaszág               | Vigaszág   | Döntő                  | Döntő   | 2. forduló           | 2. forduló | Vigaszág             | Vigaszág | Nyolcaddöntő           | Nyolcaddöntő | Vigaszág               | Vigaszág | Döntő                | Döntő   | Negyeddöntő          | 5–8. helyért           | 5–8. helyért | Elődöntő             | Döntő                | Helyezés |
| Versenyző   | Versenyszám  | Ellenfelek Győztes idő                 | Hely       | Ellenfelek Győztes idő | Hely       | Ellenfelek Győztes idő | Hely    | Ellenfél Győztes idő | Hely       | Ellenfél Győztes idő | Hely     | Ellenfelek Győztes idő | Hely         | Ellenfelek Győztes idő | Hely     | Ellenfél Győztes idő | Hely    | Ellenfél Győztes idő | Ellenfelek Győztes idő | Hely         | Ellenfél Győztes idő | Ellenfél Győztes idő | Helyezés |
| ----------- | ------------ | -------------------------------------- | ---------- | ---------------------- | ---------- | ---------------------- | ------- | -------------------- | ---------- | -------------------- | -------- | ---------------------- | ------------ | ---------------------- | -------- | -------------------- | ------- | -------------------- | ---------------------- | ------------ | -------------------- | -------------------- | -------- |
| Paul Ahokas | Férfi egyéni | Szergej Kopilov (URS) · verseny nélkül | 2.         | nem indult             | nem indult | kiesett                | kiesett | kiesett              | kiesett    | kiesett              | kiesett  | kiesett                | kiesett      | kiesett                | kiesett  | kiesett              | kiesett | kiesett              | kiesett                | kiesett      | kiesett              | kiesett              |          |

Üldözőversenyek
| Versenyző        | Versenyszám  | Selejtező | Selejtező | Negyeddöntő  | Negyeddöntő | Elődöntő     | Elődöntő  | Döntő        | Döntő     | Helyezés |
| Versenyző        | Versenyszám  | Idő       | Hely.     | Ellenfél Idő | Saját idő   | Ellenfél Idő | Saját idő | Ellenfél Idő | Saját idő | Helyezés |
| ---------------- | ------------ | --------- | --------- | ------------ | ----------- | ------------ | --------- | ------------ | --------- | -------- |
| Sixten Wackström | Férfi egyéni | 4:50,17   | 11.       | kiesett      | kiesett     | kiesett      | kiesett   | kiesett      | kiesett   | kiesett  |

## Labdarúgás
| Finn labdarúgócsapat-játékoskeret                                                                                               | Finn labdarúgócsapat-játékoskeret                                                                                          |
| --- | --- |
| - Ari-Pekka Heikkinen - Juhani Himanka - Aki Lahtinen - Ari Tissari - Hannu Turunen - Jouko Alila - Jouko Soini - Juha Dahllund | - Juha Helin - Juha Rissanen - Kari Virtanen - Olli Isoaho - Raimo Kuuluvainen - Teuvo Vilen - Tomi Jalo - Vesa Pulliainen |

### Eredmények
Csoportkör
D csoport
| Csapat      | M | Gy | D | V | G+ | G– | Gk | P |
| ----------- | - | -- | - | - | -- | -- | -- | - |
| Jugoszlávia | 3 | 2  | 1 | 0 | 6  | 3  | +3 | 5 |
| Irak        | 3 | 1  | 2 | 0 | 4  | 1  | +3 | 4 |
| Finnország  | 3 | 1  | 1 | 1 | 3  | 2  | +1 | 3 |
| Costa Rica  | 3 | 0  | 0 | 3 | 2  | 9  | –7 | 0 |

| 1980. július 21. 12:00 |

| Jugoszlávia (YUG)           | 2–0               | Finnország |
| --------------------------- | ----------------- | ---------- |
| Šećerbegović 56' Šestić 58' | (0–0) Jegyzőkönyv |            |

| Dinamo Stadion, Minszk Játékvezető: Mario Rubio Vázquez (mexikói) |

| 1980. július 23. 12:00 |

| Finnország (FIN) | 0–0         | Irak |
| ---------------- | ----------- | ---- |
|                  | Jegyzőkönyv |      |

| Republican Stadion, Kijev Nézőszám: 40 000 Játékvezető: Ramón Calderón Castro (kubai) |

| 1980. július 25. 12:00 |

| Finnország (FIN)                | 3–0               | Costa Rica |
| ------------------------------- | ----------------- | ---------- |
| Tissari 18' Alila 58' Soini 88' | (1–0) Jegyzőkönyv |            |

| Republican Stadion, Kijev Játékvezető: Ali Albannai Abdulwahab (kuvaiti) |

| Csapat           | Helyezés |
| ---------------- | -------- |
| Finnország (FIN) | 9.       |

## Lovaglás
Díjlovaglás
| Versenyző     | Ló      | Versenyszám | Selejtező | Selejtező | Döntő | Döntő    |
| Versenyző     | Ló      | Versenyszám | Pont      | Hely.     | Pont  | Helyezés |
| ------------- | ------- | ----------- | --------- | --------- | ----- | -------- |
| Kyra Kyrklund | Piccolo | Egyéni      | 1458      | 4.        | 1121  | 5.       |

Díjugratás
| Versenyző            | Ló             | Versenyszám | 1. forduló | 1. forduló | 2. forduló | 2. forduló | Összesen | Összesen |
| Versenyző            | Ló             | Versenyszám | Pont       | Hely.      | Pont       | Hely.      | Pont     | Helyezés |
| -------------------- | -------------- | ----------- | ---------- | ---------- | ---------- | ---------- | -------- | -------- |
| Christopher Wegelius | Monday Morning | Egyéni      | 16,00      | 10.        | 14,25      | 12.        | 30,25    | 12.      |

## Ökölvívás
| Versenyző       | Versenyszám | Selejtező             | 32-es főtábla                 | Nyolcaddöntő                  | Negyeddöntő       | Elődöntő          | Döntő             | Helyezés |
| Versenyző       | Versenyszám | Ellenfél Eredmény     | Ellenfél Eredmény             | Ellenfél Eredmény             | Ellenfél Eredmény | Ellenfél Eredmény | Ellenfél Eredmény | Helyezés |
| --------------- | ----------- | --------------------- | ----------------------------- | ----------------------------- | ----------------- | ----------------- | ----------------- | -------- |
| Antti Juntumaa  | Papírsúly   |                       | Beruk Asafaw (ETH) · KO       | Dumitru Şchiopu (ROU) · 1:4   | kiesett           | kiesett           | kiesett           | 9.       |
| Veli Koota      | Harmatsúly  | erőnyerő              | Fazlija Šaćirović (YUG) · RSC | José Piñango (VEN) · kizárták | kiesett           | kiesett           | kiesett           | 9.       |
| Hannu Kaislama  | Pehelysúly  | Rudi Fink (GDR) · 0:5 | kiesett                       | kiesett                       | kiesett           | kiesett           | kiesett           | 33.      |
| Kalevi Marjamaa | Váltósúly   |                       | Roland Omoruyi (NGR) · 5:0    | Ionel Buduşan (ROU) · RSC     | kiesett           | kiesett           | kiesett           | 9.       |
| Tarmo Uusivirta | Középsúly   |                       | erőnyerő                      | Jerzy Rybicki (POL) · RSC     | kiesett           | kiesett           | kiesett           | 9.       |

RSC – a mérkőzésvezető megállította a mérkőzést

## Öttusa
| Versenyző                                   | Versenyszám | Lovaglás | Lovaglás | Lovaglás | Lovaglás | Vívás    | Vívás | Vívás | Lövészet | Lövészet | Lövészet | Úszás    | Úszás | Úszás | Futás   | Futás | Futás | Összesen    | Összesen |
| Versenyző                                   | Versenyszám | Idő      | Bünt.    | Pont     | Hely.    | Eredmény | Pont  | Hely. | Pontszám | Pont     | Hely.    | Idő      | Pont  | Hely. | Idő     | Pont  | Hely. | Összes pont | Helyezés |
| ------------------------------------------- | ----------- | -------- | -------- | -------- | -------- | -------- | ----- | ----- | -------- | -------- | -------- | -------- | ----- | ----- | ------- | ----- | ----- | ----------- | -------- |
| Heikki Hulkkonen                            | Egyéni      | 1:57,8   | 120      | 980      | 33.      | 29–13    | 1000  | 4.    | 197      | 1066     | 8.       | 3:41,848 | 1100  | 33.   | 13:48,4 | 1081  | 22.   | 5227        | 10.      |
| Jussi Pelli                                 | Egyéni      | 1:59,9   | 120      | 980      | 34.      | 19–23    | 740   | 27.   | 198      | 1088     | 3.       | 3:39,915 | 1116  | 29.   | 13:39,4 | 1108  | 15.   | 5032        | 24.      |
| Pekka Santanen                              | Egyéni      | 2:16,6   | 209      | 891      | 41.      | 19–23    | 740   | 27.   | 193      | 978      | 20.      | 3:33,260 | 1168  | 15.   | 13:58,0 | 1051  | 27.   | 4828        | 31.      |
| Heikki Hulkkonen Jussi Pelli Pekka Santanen | Csapat      |          |          | 2851     | 11.      |          | 2480  | 6.    |          | 3132     | 2.       |          | 3384  | 10.   |         | 3240  | 8.    | 15 087      | 7.       |

## Sportlövészet
Nyílt
| Versenyző        | Versenyszám           | Pont | Helyezés |
| ---------------- | --------------------- | ---- | -------- |
| Olavi Heikkinen  | Gyorstüzelő pisztoly  | 582  | 29.      |
| Seppo Saarenpää  | Szabadpisztoly        | 565  | 5.       |
| Paavo Palokangas | Szabadpisztoly        | 561  | 8.       |
| Jyrki Lehtonen   | Sportpuska, fekvő     | 592  | 25.      |
| Timo Hagman      | Sportpuska, fekvő     | 597  | 5.       |
| Timo Hagman      | Sportpuska, összetett | 1146 | 19.      |
| Mauri Röppänen   | Sportpuska, összetett | 1164 | 4.       |
| Jorma Lievonen   | Futócéllövészet       | 584  | 6.       |
| Juha Rannikko    | Futócéllövészet       | 573  | 12.      |
| Ari Westergård   | Skeet                 | 195  | 8.       |

## Súlyemelés
| Versenyző      | Versenyszám | Szakítás | Szakítás | Lökés                    | Lökés                    | Összesen | Helyezés |
| Versenyző      | Versenyszám | Eredmény | Helyezés | Eredmény                 | Helyezés                 | Összesen | Helyezés |
| -------------- | ----------- | -------- | -------- | ------------------------ | ------------------------ | -------- | -------- |
| Arvo Ojalehto  | 56 kg       | 105,0    | 8.       | 132,5                    | 13.                      | 237,5    | 13.      |
| Juhani Salakka | 67,5 kg     | 130,0    | 9.       | 152,5                    | 14.                      | 282,5    | 10.      |
| Tapio Kinnunen | 75 kg       | 142,5    | 6.       | 177,5                    | 6.                       | 320,0    | 6.       |
| Juhani Avellan | 82,5 kg     | 150,0    | 8.       | 182,5                    | 10.                      | 332,5    | 8.       |
| Pekka Niemi    | 100 kg      | 155,0    | 12.      | 192,5                    | 10.                      | 347,5    | 10.      |
| Viktor Sirkiä  | 110 kg      | 150,0    | 9.       | 192,5                    | 7.                       | 342,5    | 9.       |
| Jouko Leppä    | +110 kg     | 160,0    | 8.       | érvényes kísérlet nélkül | érvényes kísérlet nélkül | kiesett  | kiesett  |

## Úszás
Férfi
| Versenyző         | Versenyszám | Előfutam | Előfutam | Előfutam | Döntő   | Döntő    |
| Versenyző         | Versenyszám | Idő      | Hely.    | Össz.    | Idő     | Helyezés |
| ----------------- | ----------- | -------- | -------- | -------- | ------- | -------- |
| Martti Järventaus | 100 m mell  | 1:06,81  | 5.       | 18.      | kiesett | kiesett  |
| Martti Järventaus | 200 m mell  | 2:28,04  | 6.       | 16.      | kiesett | kiesett  |

## Vitorlázás
Nyílt
| Versenyző                       | Versenyszám    | Futam | Futam  | Futam | Futam  | Futam  | Futam | Futam  | Pontszám | Helyezés |
| Versenyző                       | Versenyszám    | 1     | 2      | 3     | 4      | 5      | 6     | 7      | Pontszám | Helyezés |
| ------------------------------- | -------------- | ----- | ------ | ----- | ------ | ------ | ----- | ------ | -------- | -------- |
| Esko Rechardt                   | Finn dingi     | 8,0   | 0,0    | 8,0   | (28,0) | 5,7    | 0,0   | 15,0   | 36,7     |          |
| Georg Tallberg Jouko Lindgren   | 470-es osztály | 8,0   | 3,0    | 5,7   | 10,0   | (15,0) | 13,0  | 0,0    | 39,7     |          |
| Mathias Tallberg Peter Tallberg | Csillaghajó    | 18,0  | 11,7   | 8,0   | 18,0   | 17,0   | 16,0  | (19,0) | 88,7     | 11.      |
| Juha Siira Pekka Narko          | Tornádó        | 10,0  | (11,7) | 8,0   | 0,0    | 10,0   | 8,0   | 11,7   | 47,7     | 6.       |

## Vívás
Férfi
| Versenyző                                                    | Versenyszám       | Selejtező | Selejtező | Selejtező         | Selejtező | Főtábla           | Főtábla           | Vigaszág          | Vigaszág          | Vigaszág          | Döntő             | Döntő   | Helyezés |
| Versenyző                                                    | Versenyszám       | 1. kör | 1. kör    | 2. kör            | 2. kör    | 1. kör            | 2. kör            | 1. kör            | 2. kör            | 3. kör            | Döntő             | Döntő   | Helyezés |
| Versenyző                                                    | Versenyszám       | Ellenfél Eredmény | Hely.     | Ellenfél Eredmény | Hely.     | Ellenfél Eredmény | Ellenfél Eredmény | Ellenfél Eredmény | Ellenfél Eredmény | Ellenfél Eredmény | Ellenfél Eredmény | Hely.   | Helyezés |
| ------------------------------------------------------------ | ----------------- | --- | --------- | ----------------- | --------- | ----------------- | ----------------- | ----------------- | ----------------- | ----------------- | ----------------- | ------- | -------- |
| Heikki Hulkkonen                                             | Párbajtőr, egyéni | 5. csoport · Guillermo Betancourt (CUB) · 5–2 · Steven Paul (GBR) · 5–3 · Pethő László (HUN) · 2–5 · Andrzej Lis (POL) · 2–5           | 4.        | kiesett           | kiesett   | kiesett           | kiesett           | kiesett           | kiesett           | kiesett           | kiesett           | kiesett | 27.      |
| Mikko Salminen                                               | Párbajtőr, egyéni | 2. csoport · Thierry Soumagne (BEL) · 5–0 · Rolf Edling (SWE) · 4–5 · Alekszandr Abusahmetov (URS) · 2–5 · Philippe Boisse (FRA) · 1–5 | 4.        | kiesett           | kiesett   | kiesett           | kiesett           | kiesett           | kiesett           | kiesett           | kiesett           | kiesett | 30.      |
| Peder Planting                                               | Párbajtőr, egyéni | 1. csoport · José Pérez (ESP) · 4–5 · Stéphane Ganeff (BEL) · 2–5 · Philippe Riboud (FRA) · 2–5 · Piotr Jabłkowski (POL) · 4–5         | 5.        | kiesett           | kiesett   | kiesett           | kiesett           | kiesett           | kiesett           | kiesett           | kiesett           | kiesett | 36.      |
| Heikki Hulkkonen Kimmo Puranen Peter Grönholm Peder Planting | Párbajtőr, csapat | 3. csoport · Magyarország (HUN) · 8 (53)–8 (67) Csehszlovákia (TCH) · 3–13 ·                                                           | 3.        |                   |           | kiesett           | kiesett           |                   |                   |                   | kiesett           | kiesett | 9.       |